# Agriocnemis carmelita
Agriocnemis carmelita är en trollsländeart som först beskrevs av Selys 1877.  Agriocnemis carmelita ingår i släktet Agriocnemis och familjen dammflicksländor. IUCN kategoriserar arten globalt som otillräckligt studerad. Inga underarter finns listade i Catalogue of Life.